# Вивчаємо українську мову та літературу
Журнал «Вивчаємо українську мову та літературу» — науково-методичний журнал для вчителя української мови та літератури.
Наразі журнал має 96 сторінок, виходить строєним випуском 1 раз на місяць. Виходить з 2003 року.
Журнал видає Видавнича група «Основа» (Харків).
Головний редактор — Костянтин Голобородько.
Дописувачі часописи — науковці та вчителі-практики.

## Зміст журналу[1]
Часопис висвітлює актуальні питання:
Сучасний урок української — сучасному вчителеві-словеснику:
- Т. В. Демешко. Дієприкметник та дієприслівник як форми дієслова. 7 клас. Урок з використанням ІКТ[2]

Новітні технології презентації навчального матеріалу на уроці:
- О. О. Румянцева-Лахтіна. Дидактичний лексикон. Фішбоун [3];

Нове прочитання відомих текстів.
- Р.О. Церещенко У пошуках скарбу великого. Т. Г. Шевченко. Поема-містерія «Великий льох». 9 клас [4]

- Актуальні проблеми українського літературного процесу

- Нагальні питання мовної ситуації в Україні.

## Вкладки
- повноколірна вкладка з наочно-дидактичними матеріалами;
- «Фаховий сервер» — усе найнеобхідніше у практичній роботі вчителя щодня. Тематичні збірки матеріалів за актуальними напрямами;
- «Актуальні діалоги» — обговорюємо у формі «запитання-відповідь» усе, що цікавить педагогів незалежно від досвіду та предмета, що викладається.[1]